# Zupano
Zupano (em sérvio: жупан; romaniz.: župan; em grego medieval: ζουπάνος) ou jupano (em latim: iupanus) é um antigo título nobiliárquico, político e administrativo medieval típico dos povos eslavos e da região dos Bálcãs ocidentais (a antiga Iugoslávia). Um zupano era uma espécie de duque ou conde, responsável pelo governo de um território feudal e vassalo a um príncipe ou a um rei. Em algumas vezes, usam-se estes títulos ocidentais análogos (duque, marquês, conde) para designar os zupanos, como traduções não-literais. O território governado por um zupano é chamado de zupania (župa).
O termo zupano é comum entre povos eslavos ocidentais (tchecos, polacos, eslovacos) e meridionais (sérvios, croatas, búlgaros) na Idade Média, embora se acredite que seja etimologicamente de origem ávara. A ideia de zupano em geral reunia uma pequena unidade territorial feudal, com algumas aldeias e castelos. Pode ser considerada análoga ao ocidental condado, embora tenha características diferentes, peculiares à estrutura feudal do Leste Europeu.

## Alta Idade Média
Originalmente, desde os tempos nômades, a zupano começou como uma família ampliada, onde reinava com uma autoridade de pater familias (“pai de família” em latim, que designava mais especificamente um chefe de clã ou patriarca), chamado zupano (diferentes grafias são utilizadas, incluindo zhupan, extremamente variada, em diversas línguas). A esta altura, algumas zupanias evoluíram em clãs maiores, e sua origem hereditária fez-se um princípio para a sucessão da liderança lógica. No início, os povos eslavos eram tribos, e assim continuavam no momento da sua migração para o sul entre os séculos V e VII. A maior parte das zupanias foi organizada de acordo com tribos e cada um tinha a seu próprio chefe tribal, chamado de zupano.

## Baixa Idade Média
As zupanias estiveram presentes na Grande Morávia, nos séculos IX e X. Quando Santo Estêvão organizou o Reino da Hungria, no século XI, os magiares adoptaram o termo eslava zupano como ispano (pronunciado "ixpã") para os chefes de suas novas províncias reais ou "municípios". Os eslovacos e os croatas usam até hoje os termos jupa, jupã e Županija para os condados do Reino da Hungria e da Croácia. No idioma alemão, a tradução tradicional da palavra para esses municípios foi "comitato" (em latim: comitatus; em húngaro: Komitat), durante a Idade Média, mas mais tarde foi usado Gespanschaft (pegando a raiz span da qual anteriormente veio zupano).
Os zupanos foram proeminentes nos Bálcãs entre os eslavos meridionais ao longo de toda a Idade Média. O Sobre a Administração Imperial, um texto bizantino escrito pelo imperador Constantino VII Porfirogênito (r. 913–959), usa o termo grego horion para se referir às unidades territoriais dos eslavos referentes às zupanias. Elas foram também uma unidade administrativa no Primeiro Império Búlgaro, uma subdivisão de uma unidade maior chamada comitato (em latim: comitatus).
O grão-zupano (veliki zupan, em sérvio cirílico: Велики жупан), também é um título medieval sérvio (mais equivalente a príncipe) dos governantes da Ráscia, do século XI ao XIII. O título de zupano também foi utilizado na Valáquia (atual Romênia).

## Tempos modernos
Os croatas preservaram o termo zupano até a época moderna, como o nome para unidades clericais locais (paróquia ou freguesia) e o nome ligeiramente modificado de “Županija” como o nome para o sua unidade regional de governo (hoje traduzidos como condados da Croácia).
Os eslovacos também preservaram a expressão: foi usada como o nome oficial das unidades administrativas da Eslováquia dentro da primeira Tchecoslováquia, em 1918-1928 e, em seguida, novamente na República Eslovaca da Segunda Guerra Mundial, um estado-fantoche dos nazistas, em 1940-1945.
Hoje, o termo é usado semi-oficialmente como uma alternativa para o nome "Regiões Autônomas" da Eslováquia (cujo território é idêntico ao da administração das regiões).
Por sua vez, quando a Eslovênia foi dividida entre a Itália, a Hungria, a Alemanha e em 17 de abril de 1941, os italianos, em parte, na denominada província de Liubliana, a nova administração foi liderada por um alto comissário italiano, mas também houve presidentes do conselho de zupanias de Liubliana:
- 27 maio 1941-1941 Marko Natlachen, o último bano do Drava (setembro de 1935 - 17 abril 1941; b. 1886 - d. 1943)
- 1941 - 7 de Junho de 1942?
- 7 de junho de 1942 - 20 setembro 1943 Leon Rupnik (b. 1880 - d. 1946)